# Église Saint-Martin de Saint-Martin-de-Bienfaite
Pour les articles homonymes, voir Église Saint-Martin.
L'église Saint-Martin est une église catholique située à Saint-Martin-de-Bienfaite-la-Cressonnière, en France. Datant du XVe siècle, elle est inscrite au titre des Monuments historiques.

## Localisation
L'église est située dans le département français du Calvados, au sud du bourg de Saint-Martin-de-Bienfaite.

## Historique
L'édifice est inscrit au titre des Monuments historiques depuis le 19 juillet 1926.